# 2001–2002-es magyar férfi röplabdabajnokság
A 2001–2002-es magyar férfi röplabdabajnokság az ötvenhetedik magyar röplabdabajnokság volt. A bajnokságot átszervezték oly módon, hogy az Extraliga és az NB I teljesen független lett egymástól, a csapatok az idényen belül már egyáltalán nem játszottak a másik osztályban lévőkkel. A bajnokságban hat csapat indult el, a csapatok négy kört játszottak, majd az alapszakasz után play-off rendszerben játszottak a végső helyezésekért.
A Nyíregyházi VSC új neve Nyíregyházi VRC lett.
A Medikémia-Szeged új neve DFRC Szeged lett.

## Alapszakasz
| #  | Csapat                          | M  | Gy | V  | Sz+ | Sz- | P  |
| -- | ------------------------------- | -- | -- | -- | --- | --- | -- |
| 1. | Dunaferr SE                     | 20 | 18 | 2  | 55  | 18  | 38 |
| 2. | Kométa Kaposvár SE              | 20 | 17 | 3  | 55  | 23  | 37 |
| 3. | Vegyész RC Kazincbarcika        | 20 | 10 | 10 | 40  | 37  | 30 |
| 4. | Phoenix-Mecano-Kecskeméti RC    | 20 | 8  | 12 | 35  | 41  | 28 |
| 5. | Szabolcs Gabona-Nyíregyházi VRC | 20 | 7  | 13 | 31  | 42  | 27 |
| 6. | DFRC Szeged                     | 20 | 0  | 20 | 5   | 60  | 20 |

* M: Mérkőzés Gy: Győzelem V: Vereség Sz+: Nyert szett Sz-: Vesztett szett P: Pont

## Rájátszás
Elődöntőbe jutásért: Vegyész RC Kazincbarcika–DFRC Szeged 3:0, 3:0 és Phoenix-Mecano-Kecskeméti RC–Szabolcs Gabona-Nyíregyházi VRC 2:3, 3:1, 3:2
Elődöntő: Dunaferr SE–Phoenix-Mecano-Kecskeméti RC 3:2, 1:3, 3:0, 1:3, 3:1 és Kométa Kaposvár SE–Vegyész RC Kazincbarcika 3:0, 1:3, 0:3, 1:3
Döntő: Dunaferr SE–Vegyész RC Kazincbarcika 1:3, 3:0, 1:3, 3:2, 3:0
3. helyért: Kométa Kaposvár SE–Phoenix-Mecano-Kecskeméti RC 3:1, 3:0, 3:0

## NB I.
1. Dági SE 48, 2. NAFA SE Kaposvár 47, 3. Szolnoki Titász RK 46, 4. LRI-Malév SC 42, 5. Dabasi RC 40, 6. MAFC 40, 7. Zalaegerszegi TE 40, 8. Veszprémi RC 40, 9. Georgikon DSE 33, 10. Alba Line RK 32, 11. Ifjúsági válogatott 14 pont.